# Jean Ier (évêque de Rochester)
Pour les articles homonymes, voir Jean Ier.
Jean est un évêque de Rochester de la première moitié du XIIe siècle.

## Biographie
Il est le neveu de Raoul d'Escures. Clerc de l'archevêque de Cantorbéry, son oncle le nomme archidiacre de Cantorbéry entre le 27 juin 1115 et le 16 septembre 1115.
À la suite de la mort d'Ernulf, il est élu avant le 12 avril 1125 évêque de Rochester, et consacré le 24 mai 1125.
Il meurt le 20 juin 1137.